# Voorzij
Voorzij is een Nederlandse genderkritische stichting die voornamelijk actie voert tegen de versoepeling van wetten omtrent transgenderidentiteit. Voorzij bestaat uit een groep vrouwen die geslacht als hoofdbron van de onderdrukking van vrouwen zien. De stichting definieert een vrouw als een volwassene van het vrouwelijk geslacht. Volgens de stichting is het geslacht van een mens onveranderbaar en wordt dat bepaald bij de conceptie.

## Geschiedenis, organisatie en financiering

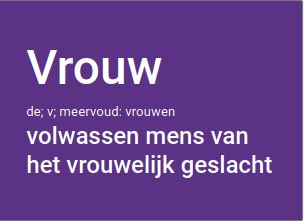
Sticker van de Stichting Voorzij

In januari 2020 werd er een opiniestuk van Caroline Franssen geplaatst in Trouw, naar aanleiding van een voorgestelde wijziging van de transgenderwet uit 2014, die volgens haar zou inhouden dat iedereen voortaan zelf het eigen geslacht mag bepalen, zonder dat een verklaring van een arts, de deskundigenverklaring, nodig zou zijn. Franssen laat in het artikel zien hoe volgens haar vrouwenrechten in het gedrang komen als de wijziging er zou komen. Franssen betoogde bovendien dat deze aanpassing de veiligheid van vrouwen in gevaar zou kunnen brengen. Ze haalt in haar opiniestuk de argumenten aan die Kathleen Stock en Helen Joyce ook in Engeland en Ierland hadden benoemd: gevaar voor vrouwen in toiletten, kleedkamers en vrouwengevangenissen. Het artikel van Franssen leidde tot veel tumult. Ze was met dit artikel een van de eerste genderkritische stemmen in de Nederlandse media. Later zouden ook Peter Vasterman en Jan Kuitenbrouwer een soortgelijke positie innemen met hun artikelen.
De stichting Voorzij werd enkele maanden na het artikel, in april 2020, opgericht om te pleiten tegen de wetswijziging.  De oprichter was de genoemde Caroline Franssen, van beroep relatietherapeut en coach. Tot in 2023 was zij voorzitter, maar in de zomer van dat jaar is deze rol overgenomen door Marianne Driessen, die die positie tot maart 2024 bekleedde. De namen van de overige bestuursleden worden door de stichting bewust niet openbaar gemaakt "gezien de bedreigingen vanuit bepaalde groepen in de samenleving". Eind 2021 waren er zo'n 25 vrouwen actief. Franssen had meer groei verwacht.
De stichting ontvangt geen subsidies. Ze zamelt donaties in en verkoopt stickers die aansluiten bij hun campagnes.
Voorzij is het Nederlandse contactpunt voor Women's Declaration International, een internationale coalitie van organisaties die zich verzetten tegen wat zij 'genderideologie' noemen.

## Stellingname en imago
Het motto van de stichting luidt Helder denken over gelijkwaardigheid. De vereniging beschouwt draagmoederschap als mensenhandel en noemt sekswerk geen vrije keuze. De stichting is naar eigen zeggen vooral bezig met het voeren van actie tegen zelfidentificatie-wetgeving. Voorzij ziet de mogelijkheid om zonder deskundigenverklaring het juridisch geslacht te laten veranderen als 'de allergrootste bedreiging voor vrouwen'.  In 2022 zei toenmalig boegbeeld Franssen hierover in Trouw: “Als je niks meer nodig hebt om je geslacht te veranderen, kan iedere man altijd verzinnen dat hij vrouw is. Vrouwen kunnen dan niet meer onder elkaar zijn, want zij kunnen op geen enkel moment meer ‘nee’ zeggen tegen mannen. Het betekent dat meisjes en vrouwen niet meer beschermd zijn. Dat maakt deze wet gevaarlijk, vrouwen hebben niet zomaar eigen voorzieningen in het leven geroepen.”
In mei 2021 stelde Franssen in een Voorzij-webinar dat een genderidentiteit niet bestaat. De stichting pleit voor een scheiding van voorzieningen zoals kleedkamers, toiletten, sport, en gevangenissen gebaseerd op sekse en niet op gender. Voorzij bepleit een strikt binair gendermodel in de sport.
In logo en vormgeving hanteert de stichting vaak de kleuren groen, paars, en wit, naar de kleuren van de oorspronkelijke suffragettes. Dit kleurenschema is breder in gebruik bij feministische groepen.

## Acties
Voorzij droeg bij aan de campagne Gendertwijfel, mede opgericht door conservatief denker Bart Jan Spruyt. Een folder, uitgegeven in samenwerking met de christelijke actiegroep Gezinsplatform.NL, erkent het bestaan van genderdysforie, maar stelt dat die in vier van de vijf gevallen overgaat en wijst op nadelen van gendertransitie, waaronder genderbevestigende operaties.
De stichting was deel van de organisatie van "Let Women Speak NL" demonstraties op 9 september en 18 november 2023. Oorspronkelijk is Let Women Speak een campagne van vrouwenrechtenactiviste Kellie-Jay Keen-Minshull. Beide demonstraties werden verstoord door een tegendemonstratie.
Op het eerste congres van de stichting sprak onder anderen Beverley Jackson, medeoprichtster van LGB Alliance, een activistengroep voor holebi's.
In december 2023 protesteerde Franssen met een aantal gelijkgestemden bij de rechtbank in Dordrecht in verband met de uitspraak over een moord door de Chileense transseksuele sekswerker Daniela D, omdat zij vonden dat de veroordeelde niet in een vrouwengevangenis zou horen.

## Ontvangst en kritiek
Volgens Beverley Jackson, de in Nederland wonende oprichtster van LGB Alliance, is er in Nederland 'geen basis' voor de ideeën van Voorzij. Britse vrouwen zijn in tegenstelling tot Nederlandse vrouwen van oudsher sterk verenigd, zoals in links-politieke kringen en op gezinsplatform Mumsnet, dat fungeert als populair vrouwenforum. „Dat ontbreekt in Nederland.”   Zij adviseert niet zozeer te praten over wc's of kleedkamers, maar om vooral vrouwensport onder de aandacht te brengen, omdat mensen zich iets kunnen voorstellen bij de consequenties van ‘mannen’ die meedoen in de vrouwencompetities.
Brand Berghouwer, voormalig voorzitter van Transgender Netwerk Nederland, noemde de zorgen van Voorzij over de aanpassing van de transgenderwet in 2022 'absoluut niet' gegrond en riep daarbij een rapport van de VN-mensenrechtenrapporteur in herinnering, die het bewijs dat zelfidentificatiewetten vrouwen bedreigen 'anekdotisch' noemde en 'gebaseerd op discriminatoire stereotypen over transgender personen'.
Voorzij ziet de toenemende vrijheid om het juridisch geslacht te veranderen als een bedreiging. Op SGP-Kamervragen, gebaseerd op de zorgen van de stichting, stelde het kabinet-Rutte IV in het wetsvoorstel "Wijziging van Boek 1 van het Burgerlijk Wetboek in verband met het veranderen van de voorwaarden voor wijziging van de vermelding van het geslacht in de akte van geboorte" geen verband te zien 'tussen het plegen van zeden- of geweldsmisdrijven en het formeel wijzigen van de geslachtsregistratie op geboorteakte'. "Ook de evaluatie van de transgenderwet geeft daarvoor geen enkel aanknopingspunt.", aldus het kabinet. Daar valt tegen in te brengen dat die evaluatie daar ook in het geheel niet op was gericht, meldde de auteur van die evaluatie, de juriste Marjolein van den Brink.
Voorzij is in een opiniestuk op het platform van de Internationale Socialisten beschuldigd van het aanhangen van complottheorieën, waaronder antisemitische. In dit artikel wordt de stichting eveneens geschetst als deel van de internationale TERF-beweging.
Mede naar aanleiding van een column van toenmalig Voorzij-voorzitter Franssen nam Women Inc. via een statement afstand van transfobie en pleitte de organisatie specifiek voor het includeren van transvrouwen in feministisch activisme.
Na klachten over de stichting zegde Bunq de bankrekening van Voorzij in november 2021 op, omdat de bank geen ideologische en activistische groepen wil bedienen en geen discriminatie van transvrouwen wilde faciliteren. Ook crowdfundingsplatform GoFundMe en betalingsdienst Paypal ontzegden de stichting toegang tot hun diensten.